# Спиридон Луїс
Спиридон Луїс (грец. Σπυρίδων Λούης; 12 січня 1873, Марусі — 26 квітня 1940, Марусі) — грецький спортсмен, переможець з марафонського бігу на І Олімпійських іграх сучасності (1896).

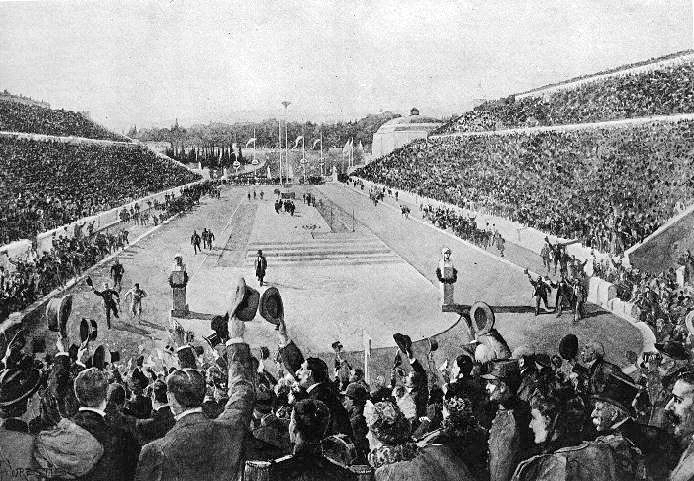
Фініш Спиридона Луїса на Олімпійському стадіоні

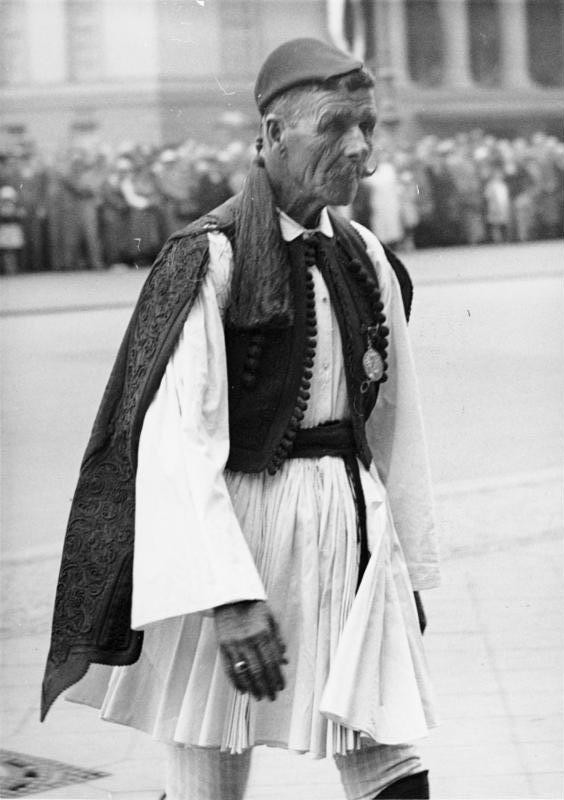
Спиридон Луїс на Олімпіаді 1936 року в Берліні

Марафонський біг від селища Марафон до Афін, по якій у 490 р. до н. е. біг легендарний грецький воїн, що приніс звістку про перемогу еллінів над персами, був головним номером програми через велике історичне значення цієї дисципліни. Спиридон Луїс, який виграв ці змагання з результатом 2 години 58 хвилин 50 секунд, став після цього успіху національним героєм. Крім олімпійських нагород і популярності Луїса чекали й інші призи: золотий кубок, бочка вина, талон на безкоштовне харчування протягом року, безкоштовне пошиття одягу і користування послугами перукаря протягом усього життя, 10 центнерів шоколаду, 10 корів і 30 баранів.
Незважаючи на визнання, Луїс повернувся у своє село, де він працював пастухом і продавцем мінеральної води, і більше ніколи не брав участі у змаганнях. Пізніше він став сільським поліцейським, але втратив роботу, коли був поміщений у в'язницю за звинуваченням у фальсифікації документів у 1926 році. Він провів більше року у в'язниці до суду 28 червня 1927 року, коли був виправданий.
Він залишався Олімпійською легендою і був гостем Оргкомітету на Олімпіаді 1936 року в Берліні.
Іменем Спиридона Луїса названо Афінський олімпійський спортивний комплекс, який приймав Середземноморські ігри 1991 року, Чемпіонат світу з легкої атлетики 1997 р., Чемпіонат світу з баскетболу 1998 р., Пісенний конкурс Євробачення 2006 р. і фінал Євроліги 2007 року.